# Gunnar Virgin
Gunnar Otto Edvard Virgin, född den 10 september 1883 i Stockholm, död där den 2 augusti 1944, var en svensk militär. Han var son till Otto Virgin och far till Eric Virgin.
Virgin blev underlöjtnant vid Första Svea artilleriregemente 1903 och löjtnant där 1906. Han genomgick Artilleri- och ingenjörhögskolan 1905–1906 och Krigshögskolan 1907–1909. Virgin tjänstgjorde vid Svea livgarde 1908 och vid Livgardet till häst 1910. Efter att ha varit aspirant vid generalstaben 1909–1911 övergick han dit som löjtnant 1913. Han blev kapten där 1915 och major 1923. Virgin var lärare vid Krigshögskolan 1916–1923 och generalstabsofficer vid V. arméfördelningen 1919–1920. Han blev avdelningschef vid generalstabs centralavdelning 1924. Virgin befordrades till överstelöjtnant vid generalstaben 1928 och blev militärattaché i Paris och Bryssel samma år. Han övergick som överstelöjtnant till Göta artilleriregemente 1930 och till Svea artilleriregemente 1937. Virgin tjänstgjorde i försvarsstaben 1936–1937 och i arméstaben 1937–1938. Han blev överste i armén 1937 och i reserven 1938. Virgin invaldes som ledamot av Krigsvetenskapsakademien 1928. Han blev riddare av Svärdsorden 1924 och av Vasaorden 1927. Virgin vilar i sin familjegrav på Norra begravningsplatsen utanför Stockholm.